# Улица Атгриежу
Улица А́тгриежу (латыш. Atgriežu iela — Возвратная улица) — короткая тупиковая улица в Риге, в историческом районе Старый город. Ведёт от улицы Екаба в сторону улицы Алдару как продолжение улицы Клостера. Длина улицы — всего 30 метров.

## История
Значится на плане города уже в 1650 году. По улице был въезд в Русское подворье.
В начале 1920-х годов называлась Атгриезениска. С 1923 года — Атгриежу.

## Достопримечательности

Ул. Екаба, 14

Улица почти целиком находится между двумя домами — д. 10/12 и д. 14 по улице Екаба:
- д. 10/12 — бывшее здание Канцелярии Дома Лифляндского рыцарства (архитектор Вильгельм Нейман, 1907), в дальнейшем — Общество взаимного кредита видземских землевладельцев, Итальянское консульство, различные землеустроительные организации, проектный институт «Земпроект», помещения депутатских комиссий Сейма
- д. 14 — Жилой дом, построенный до 1773 года, несколько раз перестроен — 1875 год, архитектор Отто Рейнгольд Август фон Сиверс, 1929 год, архитектор Николай Херцбергс, Макс фон Озмидовс, 1966 год, архитектор Модрис Гелзис.
- В 1911 году на улице был выкуплен участок земли под строительство здания ассоциации немецкоговорящих выпускников и студентов рижского Политехнического института — корпорации «Concordia Rigensis». Проект здания выполнил коллектив архитекторов в составе Альфред Ашенкампф, Отто Хакель и Пауль Рибензам, современный адрес — улица Алдару, д. 7.

«Concordia» просуществовала в Риге до 1939 года, была сменена в этом здании латышской ассоциацией «Fraternitas Lataviensis», восстановленной здесь же 1990 году, после обретения Латвией независимости.

## Улица в кинематографе
В марте 2010 года здесь проходили съёмки художественного фильма Синева неба